# Omphalophana asiatica
Omphalophana asiatica là một loài bướm đêm trong họ Noctuidae.